# Carl Wilhelm Ericson
Carl Wilhelm Ericson, född 28 september 1840 i Gärdhems församling, Älvsborgs län, död 10 oktober 1928 i Ängelholms församling, Kristianstads län, var en svensk friherre, militär och politiker, son till Nils Ericson adlad 1854 under namnet Ericson.

## Biografi
Ericson blev underlöjtnant vid Västgöta regemente 1858, tjänade med utmärkelse i ett zuavregemente i kriget i Mexiko 1863–1864 och råkade under hemfärden ut för rövare, blev döende lämnad på stridsplatsen, men hämtades senare och tillfrisknade. Efter hemkomsten blev han ordonnansofficer hos Karl XV 1864 och deltog 1866 i Italienska armén. Han blev 1879 major vid Gotlands nationalbeväring, 1881 överstelöjtnant vid Västgöta regemente, 1887 chef för detsamma, 1893 generalmajor och 1896 chef för III. arméfördelningen. Han utnämndes 1902 till generallöjtnant och lämnade samma år arméfördelningen för att ägna sig åt bankväsendet. Emellertid förordnades han 1903 till inspektör för trängen, men tog i februari 1906 fullständigt avsked från armén.
Ericson var i riksdagen ledamot av andra kammaren mandatperioden 1876–1878 (för Flundre, Väne och Bjärke domsagas valkrets) samt 1892–1893 invald i Mariestads, Skara och Skövde valkrets. Mandatperioden 1900–1902 var han invald i andra kammaren av Mariestads, Skövde och Falköpings valkrets. Han var ledamot av vägkommittén 1876 och av lantförsvarskommittén 1881–1882 samt tillhörde länge Skaraborgs läns landsting. Som ledamot från 1881 av Krigsvetenskapsakademien deltog han en tid i diskussionen kring frågan om arméns utbildning samt utgav 1885 ett från franskan översatt verk kallat Om marscher.

## Utmärkelser

### Svenska utmärkelser
- Kommendör med stora korset av Svärdsorden, 1 december 1899.[3]
- För tapperhet i fält i guld, 1864.[4]

### Utländska utmärkelser
- Storkorset av Danska Dannebrogorden, 1909.[5][6]
- Riddare av Danska Dannebrogorden, senast 1905.[7]
- Riddare av storkorset av Italienska kronorden, senast 1905.[7]
- Riddare av första klassen av Ryska Sankt Stanislausorden, senast 1905.[7]
- Kommendör av Franska Hederslegionen, senast 1905.[7]
- Riddare av Italienska Sankt Mauritius- och Lazarusorden, senast 1877.[8]
- Riddare av Mexikanska Guadeloupeorden, senast 1877.[8]
- Riddare av första klassen av Norska Sankt Olavs orden, 1868.[9]